# Колин Кеп
Колин Кеп (на английски: Colin Kapp), по рождение Колин Дерек Айвър Кап, е британски писател на произведения в жанра научна фантастика.

## Биография и творчество
Роден е в Лондон, Англия на 3 април 1928 г.
Първоначално работи в областта на електрониката, а по-късно като консултант по галванопластика на свободна практика.
Започва да публикува научна фантастика през 1958 г. с разказа „Life Plan“ в „New Worlds“. Става популярен писател предимно в Англия и Европа. Става известен най-вече с историите за своите герои – група „неортодоксални инженери“ водена от Фриц ван Нуун, които постигат невъзможни технически подвизи изправяйки се срещу всички предизвикателства.
Подходът към написването на произведенията му е технически. В едни и същи основни сюжети, със същите герои и ситуации, се получават различни проблеми, за които се търси решение от космическите специалисти.
Колин Кеп умира на 3 август 2007 г. в Чичестър, Съсекс, Англия.

## Произведения

### Самостоятелни романи
- The Dark Mind (1964) – издаден и като „Transfinite Man“
- The Wizard of Anharitte (1973)
- Survival Game (1976)
- Manalone (1977)
- The Ion War (1978)
- The Timewinders (1980)

### Серия „Звездна врата“ (Cageworld)
1. Search for the Sun (1982)) – издаден и като „Cageworld“
2. The Lost Worlds of Cronus (1982)
3. The Tyrant of Hades (1982)
4. Star Search (1983)

### Серия „Хаос“ (Chaos)
1. The Patterns of Chaos (1972)
2. The Chaos Weapon (1977)

### Разкази
- The Night-Flame (1964)
- Hunger Over Sweet Waters (1965)
- The Imagination Box (1966)
- Посланик на Проклетата, Ambassador to Verdammt (1967)
- The Cloudbuilders (1968)
- What the Thunder Said (1972)
- Which Way Do I Go for Jericho? (1972)
- Mephisto and the Ion Explorer (1974)
- Cassius and the Mind-Jaunt (1975)
- Something in the City (1984)

#### Серия „Неортодоксални инженери“ (Unorthodox Engineers)
1. The Railways Up on Cannis (1959)
2. The Subways of Tazoo (1964)
3. The Pen and the Dark (1966)
4. Getaway from Getaweh (1969)
5. The Black Hole of Negrav(1975)

### Филмография
- 1966 Out of the Unknown – ТВ сериал, 1 епизод